# Единство сознания
Единство сознания — философская концепция, согласно которой в основе явлений сознания лежит единая субстанция, не состоящая из частей и потому нематериальная. В разных философских учениях эта субстанция может называться нашим «я», душой или духом. Основным аргументом в пользу её существования служит тот факт, что множество явлений сознания воспринимается нами как одно целое, в то время как сами явления существуют по отдельности. Из этого делается вывод, что кроме явлений, в нас существует и нечто иное, что, само не будучи явлением, соединяет их между собой. Учение о единстве сознания, как правило, используется в качестве одного из доказательств нематериальности и бессмертия души.

## История вопроса

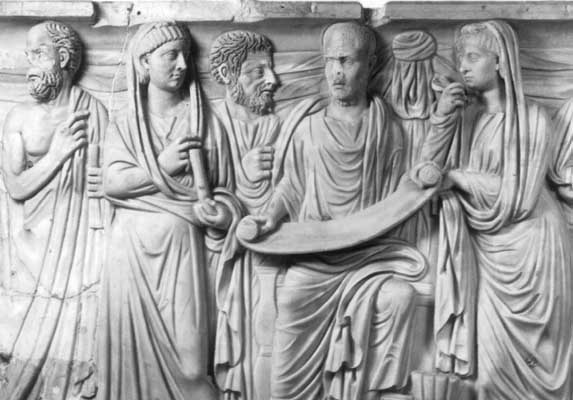
Плотин и его ученики

Плотин. Вопрос о единстве сознания обсуждался ещё в античной философии. С наибольшей ясностью эта мысль была высказана Плотином, который в трактате «О бессмертии души» утверждал: то, в чём сходятся восприятия от органов чувств, должно быть единым, подобно центру окружности, в котором сходятся радиусы. Если бы этого не было, радиусы не могли бы сойтись или сходились в нескольких точках, что нарушило бы цельность восприятия. В таком случае мы не могли бы воспринимать сложных предметов и, например, вместо человеческого лица видели бы только отдельные его черты. Но если восприятие едино, то тем более едино и мышление. Если же и восприятие, и мышление едины, они не могут принадлежать телу, так как всякое тело делимо до бесконечности. 
Лейбниц. В Новое время идею единства сознания развивал Лейбниц, создавший учение о монадах — простых неделимых субстанциях. По мнению Лейбница, тела не являются субстанциями, так как не представляют собой настоящего единства. Тело есть лишь агрегат или собрание, подобное стаду овец или пруду с рыбой; его видимое единство создаётся лишь нашим восприятием и мышлением. Образец подлинного единства мы находим только в собственной душе, которая в каждом восприятии обнимает множество предметов. Восприятие есть не что иное, как представление многого в едином, и даже самая ничтожная мысль объемлет какое-нибудь многообразие. Отсюда следует, что именно душа является подлинной субстанцией, и всякая подлинная субстанция должна быть подобна нашей душе. Эти-то подлинные субстанции, подобные нашей душе, Лейбниц и назвал монадами (от греческого μονάς — «единица»). Одним из следствий этого учения была идея бессмертия души: монады, полагал Лейбниц, не возникают и не уничтожаются, так как не имеют частей, на которые могли бы распасться; поэтому и душа не рождается и не умирает, а лишь испытывает различные превращения.

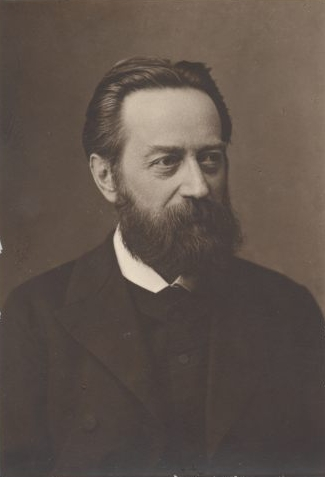
Г. Тейхмюллер

Тейхмюллер. Одним из последователей Лейбница в 19 веке был немецкий философ-персоналист Г. Тейхмюллер. В своей книге «Бессмертие души» он подверг критике материалистическое воззрение на душу, как на функцию клеток мозга. Единство функции, утверждал Тейхмюллер, предполагает единство субстанции, в которой она совершается. Поэтому душу нельзя уподобить концерту, исполняемому множеством музыкантов:

Концерт существует только для слушателей, картина для зрителей. Куда девалась бы гармония, если бы одна и та же субстанция, воспринимающая один звук, не слышала и другого? Где было бы понимание слова, если бы все звуки не были соединены и сведены к единству смысла одним и тем же слушающим? Как бы наслаждаться картиною, если бы все различные впечатления красок не соединялись в одном и том же зрителе в единый образ?— Тейхмюллер Г. Бессмертие души. Философское исследование. — Юрьев, 1895.
Простейшим доказательством единства души, полагал Тейхмюллер, является факт суждения. Всякое суждение, составляемое нашим умом, предполагает наличие единого субъекта, связывающего воедино два или более понятий. В суждении эти понятия расположены не рядом друг с другом, но друг в друге, что было бы невозможно, если бы субъект состоял из внеположных друг другу частей. Следовательно, субъектом суждения не может быть ни наше тело, состоящее из множества органов, ни наш мозг, состоящий из бесчисленного количества клеток, каждая из которых, в свою очередь, делится на огромное количество атомов. Таким субъектом мог бы быть только отдельный атом, при условии, если бы этот атом не был материальным, ибо всё материальное делимо на части. Душевная жизнь, требующая постоянного сравнения понятий, может совершаться только в простой, неделимой на части и потому нематериальной субстанции. Эта-то субстанция и есть наша душа.
Лев Лопатин. Русский философ-спиритуалист Л. М. Лопатин полагал, что лучшим доказательством единства сознания является факт психического синтеза. Когда мы воспринимаем какой-либо сложный предмет, например, яблоко, мы воспринимаем его как некое целое. Однако данные физиологии свидетельствуют, что для образования представления яблока необходимо возбуждение различных участков мозга, находящихся порой на большом расстоянии друг от друга. Так, для возникновения ощущения цвета яболока необходимо возбуждение одних нервных центров, для возникновения ощущения его запаха — других, вкуса — третьих, твёрдости — четвёртых и т. д. Восприятие яблока как целого есть результат сложного взаимодействия этих центров. Спрашивается: где же и в чём же эти разрозненные ощущения соединяются в одно целое? Для наглядности увеличим масштаб и представим человеческий мозг в размерах Солнечной системы. В таком случае может оказаться, что зрительное ощущение явится в области, соответствующей нашей Земле, обонятельное возникнет от него на расстоянии Юпитера, а осязательное — на расстоянии Меркурия. И каждое из этих ощущений непременно останется на своём месте, будучи привязано к тому особому движению мозга, которое его породило. Каким же образом эти обособленные психические состояния узнают друг о друге, сойдутся и сольются в одно целое? Ответить на этот вопрос, полагал Лопатин, можно только отказавшись от материалистической трактовки сознания и предположив, что в основе душевных явлений лежит особая нематериальная субстанция.

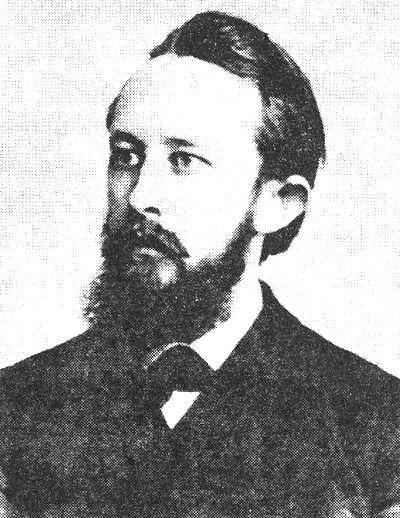
С. А. Аскольдов

Сергей Аскольдов. Наиболее подробно идея единства сознания раскрыта в трудах русского философа С. А. Аскольдова. Этой теме посвящены его книга «Сознание как целое» и статья «Я, в философии» в Энциклопедическом словаре Брокгауза и Ефрона.
По мнению Аскольдова, единство сознания занимает уникальное положение среди всех единств, наблюдаемых в природе. Вещи, данные нам в ощущениях, только мыслятся нами в качестве единых, в действительности же представляют собой лишь множество отдельных, ничего не знающих друг о друге элементов. Все элементы нашего опыта, хотя бы и смежные в пространстве и времени, абсолютно чужды друг другу, и только кто-то другой видит их в одном ряду. Когда мы говорим «одно дерево», «одна куча песка», это «одно» в них всегда обнаруживается в виде той или иной пространственной формы, которая сама по себе представляет чистое множество частей: точек, линий, поверхностей. Только в нашем восприятии эти части сливаются в нечто одно, вызывающее в нашем сознании один акт внимания. Напротив, в нашем сознании не кто-то другой, а само оно переживает и усматривает заключённую в нём множественность.

Лишь в сознании множественность и одно не исключают друг друга, а сосуществуют, являясь как бы вложенными одно в другое. Именно поэтому сознание заслуживает название единства, т. е. чего-то единящего в себе множественное. В отличие от этого кажущиеся и действительные элементы внешнего опыта заслуживают лишь названия единиц.— Аскольдов С. А. Сознание как целое. Психологическое понятие личности. — М., 1918.
Наиболее ярким свидетельством единства сознания, полагал Аскольдов, являются акты оценки, сравнения или выбора того или иного содержания. «Иметь в виду», «оценивать», «сравнивать», «выбирать» может лишь что-то одно, в котором присутствует то многое, на что направлена оценка или выбор. Эти функции не могут быть выполнены отдельными элементами, каждый из которых знает только собственное содержание и не может вникать в содержание других. Множество содержаний может быть сопоставлено и охвачено только тем, что, оценивая сущность каждого, не теряет при этом своего единства. Это одно открывается нашему сознанию в нашем «я».
Единство сознания, настаивал Аскольдов, не может иметь материалистического объяснения. Клетки, молекулы, атомы, составляющие наше тело, представляют собой ещё более сепаратную множественность, чем элементы сознания. Песчинки, находящиеся в одной куче песка, не менее чужды друг другу, чем рассеянные на огромном расстоянии. То же можно сказать и про элементы человеческого тела, в каких бы сложных пространственно-временных отношениях они ни находились. Тело обладает лишь внешним формальным единством, подобно куче песка или часовому механизму; но и это формальное единство привносится в него человеческим созерцанием и мышлением. Подлинное же единство состоит в фактическом нахождении множества в единой проникающей его сущности.